# Норт-Уэйл (гидроаэропорт)
Гидроаэропорт Норт-Уэйл (англ. North Whale Seaplane Base), (ИАТА: WWP, FAA LID: 96Z) — государственный гражданский гидроаэропорт, расположенный в населённом пункте Норт-Уэйл (Аляска), США.

## Операционная деятельность
Гидроаэропорт Норт-Уэйл расположен на высоте уровня моря и эксплуатирует одну взлётно-посадочную полосу:
- NW/SE размерами 3048 x 305 метров, для обслуживания гидросамолётов.

За период с 31 декабря 2006 года по 31 декабря 2007 года Гидроаэропорт Норт-Уэйл обработал 350 операций взлётов и посадок самолётов (в среднем 29 операций ежемесячно), из них 86 % составили рейсы аэротакси и 14 % — авиация общего назначения.: